# 羅根·韋伯
羅根·泰勒·韋伯（英語：Logan Tyler Webb，1996年11月18日—）為美國職棒大聯盟的投手，目前效力於舊金山巨人。2014年美國職棒大聯盟選秀，他在第四輪被巨人選走。

## 職業生涯

### 舊金山巨人
2019年
8月17日，韋伯登上大聯盟。他主投5局，送出7次三振失1分。整季他拿下2勝3敗，防禦率5.22。
2020年
這年韋伯拿下3勝4敗，防禦率5.47。他還投出聯盟最多的7次觸身球。
2021年
這年他投出11勝3敗，防禦率3.03。他在球季最後一場比賽擔任先發，不僅打敗同分區的道奇，還敲出生涯首轟。這也是國聯投手所敲出的最後一轟。
季後賽方面，韋伯主投14+2⁄3局，送出17次三振，僅投出1次保送失1分。他在分區賽先發兩場，拿下1勝，兩場都是7局以上失分不超過2分，為隊史季後賽第五人。
2022年
這年他首度擔任巨人隊開幕戰先發投手。整季他拿下15勝9敗，防禦率2.90，成為球隊6年來首位拿下15勝的投手。他平均每18局才會被敲出1轟，並在賽揚獎票選上拿下第11名。
2023年1月13日，他和巨人簽下1年460萬美元的合約。
2023年
3月30日，韋伯連兩年擔任巨人隊開幕戰先發投手。他在開幕戰投出12次三振，同時寫下個人新高和隊史新高。
4月14日，巨人和他簽下5年9,000萬美元的延長合約。

## 國際賽
2022年12月1日，韋伯入選美國隊2023年經典賽名單。2023年2月，韋伯因決定留在巨人春訓而退出了經典賽名單。 

## 個人生活
2021年12月5日，韋伯在加州羅斯維爾結婚。

## 外部連結
- 球員資訊和成績在MLB ，ESPN ，Baseball Reference ，Baseball Reference (Minors) ，Fangraphs ，The Baseball Cube （英文）